# ジロ・ディ・ロンバルディア2007
ジロ・ディ・ロンバルディア2007は2007年10月20日行われた。UCIプロツアー2007最終戦。
リカルド・リッコとのスプリント争いを制したダミアーノ・クネゴが3年ぶり2度目の優勝を果たした。また優勝すれば逆転でUCIプロツアー総合優勝の可能性があったオスカル・フレイレが途中棄権。当レース6位に入ったカデル・エヴァンスが通算247ポイントを獲得し、UCIプロツアー2007の個人総合優勝を果たした。

## 順位
|    | 選手名                       | 国籍           | チーム                             | 時間          | 2007 UCIプロツアー ポイント |
| -- | ---------------------------- | -------------- | ---------------------------------- | ------------- | --------------------------- |
| 1  | ダミアーノ・クネゴ           | イタリア       | ランプレ・フォンディタル           | 5時間52分48秒 | 50                          |
| 2  | リカルド・リッコ             | イタリア       | サウニエル・デュバル・プロディール | 同            | 40                          |
| 3  | サムエル・サンチェス         | スペイン       | エウスカルテル・エウスカディ       | +10秒         | 35                          |
| 4  | アンディ・シュレク           | ルクセンブルク | チームCSC                          | 同            | 30                          |
| 5  | ダビデ・レベリン             | イタリア       | ゲロルシュタイナー                 | 同            | 25                          |
| 6  | カデル・エヴァンス           | オーストラリア | プレディクトール・ロト             | 同            | 20                          |
| 7  | ルカ・マッツァンティ         | イタリア       | チェラミカ・パナリア・ナヴィガーレ | 同            | -                           |
| 8  | トーマス・デッケル           | オランダ       | ラボバンク                         | 同            | 10                          |
| 9  | ジョヴァンニ・ヴィスコンティ | イタリア       | クイックステップ・イネルゲティック | +16秒         | 5                           |
| 10 | クリストファー・ホーナー     | アメリカ合衆国 | プレディクトール・ロト             | 同            | 2                           |